# Wounded Land
Wounded Land is het debuutalbum van de Engelse metalband Threshold, uitgebracht in 1993 door Giant Electric Pea. Het werd in 2001 opnieuw uitgebracht door InsideOut Music.

## Nummers
1. "Consume to Live" – 8:13
2. "Days of Dearth" – 5:28
3. "Sanity's End" – 10:23
4. "Paradox" – 7:17
5. "Surface to Air" – 10:16
6. "Mother Earth" – 5:54
7. "Siege of Baghdad" – 7:44
8. "Keep It with Mine" – 2:28

Op de heruitgave staat ook het nummer "Intervention" (6:38). Daarnaast zijn in de multimedia-sectie van de heruitgave "Days of Dearth", "Paradox" en "Conceal the Face" terug te vinden.

## Bandsamenstelling
- Damian Wilson - zanger
- Karl Groom - gitarist
- Nick Midson - gitarist
- Jon Jeary - bassist
- Richard West - toetsenist
- Tony Grinham - drummer